# Japan Asia Airways

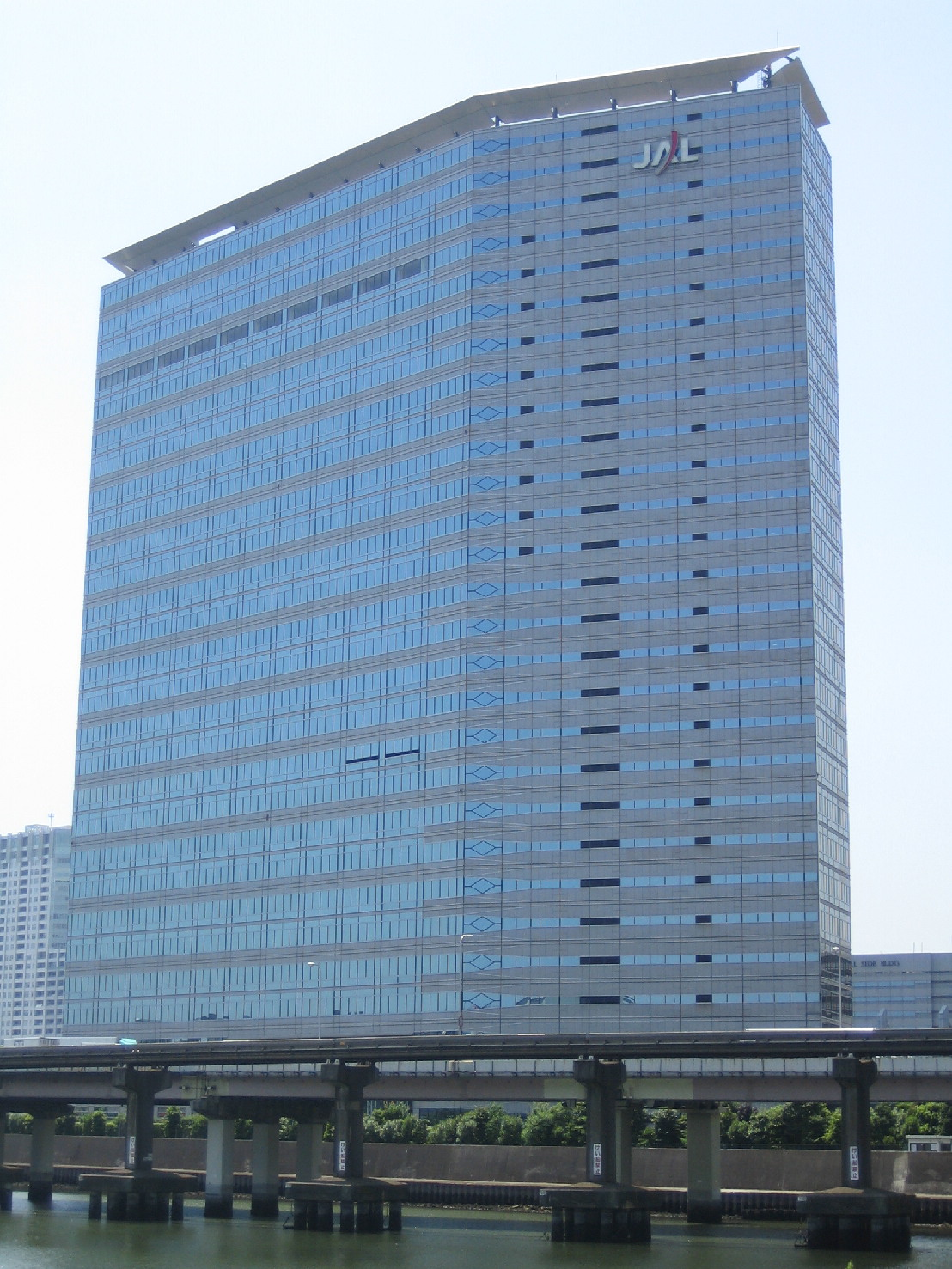
La sede de Japan Airlines en Shinagawa incluye la base de JAA.

Japan Asia Airways, Co., Ltd. (nihongo:日本アジア航空株式会社|Nihon Ajia Kōkū Kabushiki-gaisha) (JAA) es una antigua filial de Japan Airlines (JAL) que existió entre 1975 y 2008. JAA tiene su base en el Japan Airlines Building, en Shinagawa, Tokio.
JAA fue fundada como filial propiedad totalmente de JAL el 8 de agosto de 1975 y tenía la responsabilidad de proporcionar vuelos aéreos entre Japón y Taiwán en la República de China (ROC) anteriormente ofertados por JAL. Este movimiento se debió a que la República Popular de China no daría derechos de vuelo a JAL a la región principal si proseguía volando a Taiwán. Merece la pena remarcar que este movimiento fue imitado posteriormente por Air France, British Airways, KLM, Qantas y Swissair para sus vuelos a Taipéi.
Cuando JAA consiguió permiso para volar a China, efectuando vuelos charter desde 2007; JAL consideró innecesario mantener la aerolínea y JAL llegó a un acuerdo para absorber a JAA para reducir los costes y normalizar la situación de vuelo entre Japón y la República de China. JAA operó su último vuelo el 31 de marzo de 2008, y todos sus vuelos fueron operados por JAL desde el 1 de abril de 2008.

## Códigos
- Código IATA: EG
- Código ICAO: JAA
- Callsign: Asia[4]

## Destinos
Rutas servidas por JAA antes de ser absorbida por JAL:
- Aeropuerto Internacional de Taiwán Taoyuan -- Aeropuerto Internacional Narita
- Aeropuerto Internacional de Taiwán Taoyuan -- Aeropuerto Internacional Kansai
- Aeropuerto Internacional de Taiwán Taoyuan -- Aeropuerto Internacional Chubu Centrair
- Aeropuerto Internacional de Kaohsiung -- Aeropuerto Internacional Narita

Estas rutas fueron operadas por JAL desde el 1 de abril de 2008.
Históricamente, JAA también ha efectuado las rutas Taipéi -- Okinawa, Taipéi -- Hong Kong, y Taipéi -- Manila tras los derechos de tráfico otorgados por Taiwán, así como vuelos en conexión entre Taipéi y Kaohsiung antes de que la ruta directa Narita—Kaohsiung fuese inaugurada en agosto de 2005.

## Flota

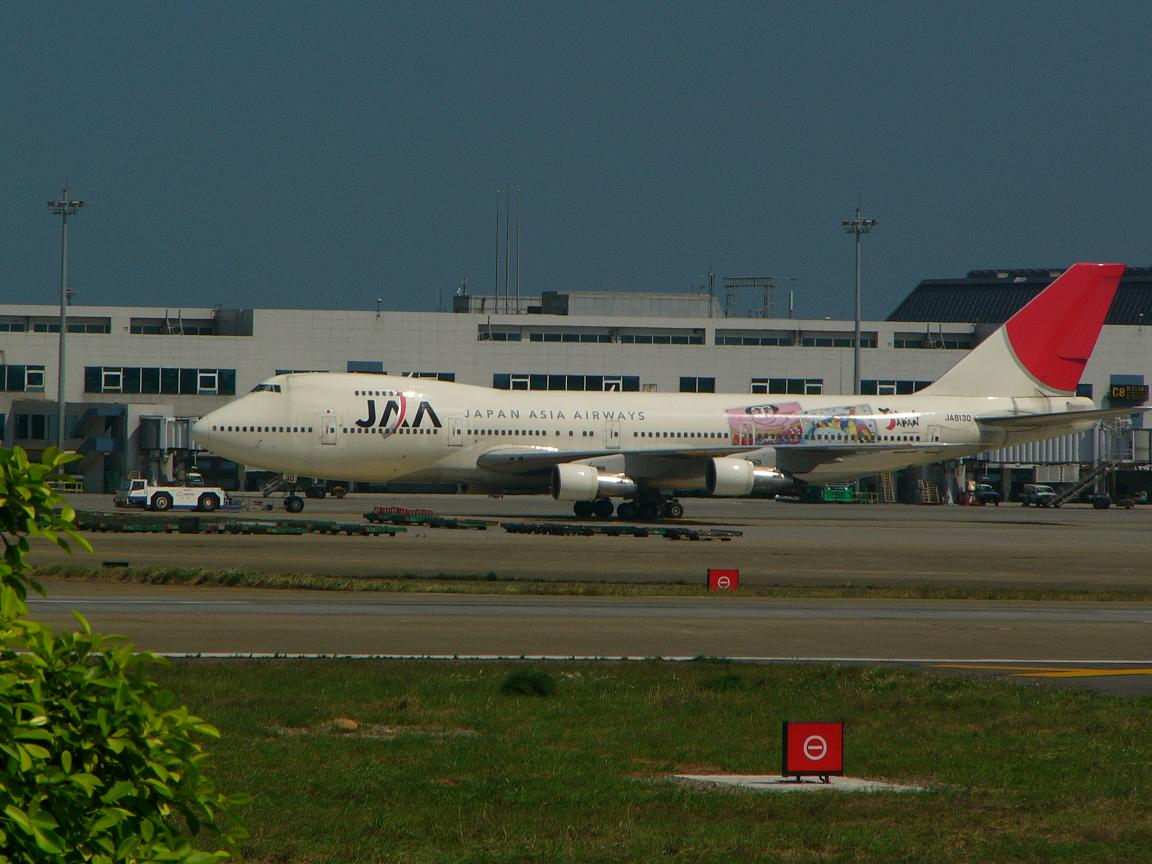
Boeing 747-200 de Japan Asia Airlines.

La flota de Japan Asia Airways incluía las siguientes aeronaves:
- 3 Boeing 767-300 (JA8264, JA8976, JA8987)
- 2 Boeing 747-300 (JA8185, JA8189)

Desde 2004, muchos de los vuelos de JAA fueron operados por aviones Boeing 747-400 de JAL para adecuarse al incremento de demanda y mejorar la utilización de la flota de JAL. Anteriormente, JAA operó aeronaves Douglas DC-8-53/61, Boeing 747-100/200 y McDonnell Douglas DC-10-40.